# Diskografija Spice Girls
Diskografijo britanske pop glasbene skupine Spice Girls sestavljajo trije studijski albumi, ena kompilacija, enajst singlov (dva od njih vključujeta dve pesmi) in šestnajst videospotov. Skupino, ki jo sestavljajo pevke Victoria Beckham, Geri Halliwell, Emma Bunton, Melanie Brown in Melanie Chisholm, so ustanovili leta 1994. Njihov prvi singl, pesem »Wannabe«, je v Združenem kraljestvu preko založbe Virgin izšel julija 1996. Zasedel je prvo mesto na lestvicah v enaintridesetih državah in postal najbolje prodajan debitantski singl vseh časov. V Veliki Britaniji je pesem sedem tednov ostala na vrhu glasbene lestvice, po svetu pa so prodali šest milijonov izvodov singla. Februarja 1997 je pesem zasedla vrh ameriške glasbene lestvice (Billboard Hot 100), kjer je ostala tri tedne. Njihova naslednja dva singla, »Say You'll Be There« in »2 Become 1«, sta prav tako zasedla prvo mesto britanske glasbene lestvice, uvrstila pa sta se tudi med prvih pet pesmi na lestvicah v večini evropskih držav ter v Združenih državah Amerike. Njihov debitantski album, Spice, je v Veliki Britaniji izšel novembra 1996 in postal svetovna uspešnica; že v prvem tednu od izida so prodali dva, v naslednjih sedmih mesecih pa celih deset milijonov izvodov. Po svetu so nazadnje prodali osemindvajset milijonov izvodov albuma Spice in slednji je nazadnje prejel desetkratno platinasto certifikacijo s strani organizacije British Phonographic Industry (BPI) za uspešno prodajo v Veliki Britaniji. Četrti singl skupine Spice Girls, ki sta ga sestavljali dve pesmi, »Who Do You Think You Are« in »Mama«, je prav tako zasedel vrh britanske glasbene lestvice.
Novembra 1997 je skupina izdala svoj drugi album, naslovljen Spiceworld, ki je s strani organizacije BPI nazadnje prejel petkratno platinasto certifikacijo. Preko albuma so izšle tri britanske uspešnice, »Spice Up Your Life«, »Too Much« in »Viva Forever«, četrti singl, pesem »Stop«, pa je zasedel drugo mesto na britanski glasbeni lestvici in po petih singlih, ki so zasedli vrh te lestvice, postal njihova do tedaj najmanj uspešna pesem v Veliki Britaniji. Maja 1998 je Halliwellova zapustila skupino in pričela s samostojno kariero.
Junija 2007 se je vseh pet članic ponovno združilo na turneji. Izdale so kompilacijo Greatest Hits, ki je vključevala dve novi pesmi: singl »Headlines (Friendship Never Ends)« in »Voodoo«. Album je na britanski glasbeni lestvici zasedel drugo mesto in postal njihovi prvi album, ki je zasedel vrh avstralske lestvice. Zasedel je tudi eno od prvih desetih mest na irski glasbeni lestvici. Album Greatest Hits je v Veliki Britaniji prejel platinasto certifikacijo. Do januarja 2010 so Spice Girls po svetu prodale več kot 80 milijonov izvodov svojih albumov. Leta 2012 je podjetje Official Charts Company, ki sestavlja britanske glasbene lestvice, oznanilo, da so Spice Girls najbolje prodajan glasbeni akt v zgodovini britanske glasbe in dvajseti najbolje prodajan glasbeni akt na svetu, z osmimi milijoni prodanih singlov pa tudi sedma najbolje prodajana skupina v Veliki Britaniji.

## Albumi

### Studijski albumi
| Naslov     | Informacije o albumu                                             | Dosežki             | Dosežki    | Dosežki | Dosežki | Dosežki | Dosežki    | Dosežki        | Dosežki | Dosežki | Dosežki                 | Certifikacije | Prodaja |
| Naslov     | Informacije o albumu                                             | Združeno kraljestvo | Avstralija | Kanada  | Nemčija | Irska   | Nizozemska | Nova Zelandija | Švedska | Švica   | Združene države Amerike | Certifikacije | Prodaja |
| ---------- | ---------------------------------------------------------------- | ------------------- | ---------- | ------- | ------- | ------- | ---------- | -------------- | ------- | ------- | ----------------------- | --- | --- |
| Spice      | - Izid: 4. november 1996 - Založba: Virgin - Formati: CD, kaseta | 1                   | 3          | 1       | 6       | 1       | 1          | 1              | 1       | 5       | 1                       | - Združeno kraljestvo: 10× platinasta - Avstralija: 6× platinasta - Kanada: diamantna - Francija: diamantna - Nemčija: 3× zlata - Irska: 9× platinasta - Nova Zelandija: 7× platinasta - Švedska: 2× platinasta - Švica: 2× platinasta - Združene države Amerike: 7× platinasta | - Svet: 28.000.000 - Velika Britanija: 2.928.739 - Združene države Amerike: 7.400.000 - Francija: 1.074.800 |
| Spiceworld | - Izid: 4. november 1997 - Založba: Virgin - Formati: CD, kaseta | 1                   | 2          | 2       | 4       | 1       | 1          | 1              | 3       | 2       | 3                       | - Velika Britanija: 5× platinasta - Avstralija: 6× platinasta - Kanada: diamantna - Francija: 2× platinasta - Nemčija: platinasta - Nova Zelandija: 3× platinasta - Švedska: 2× platinasta - Švica: 2× platinasta - Združene države Amerike: 4× platinasta                      | - Svet: 17.000.000 - Velika Britanija: 1.575.941 - Združene države Amerike: 4.100.000 - Francija: 629.500   |
| Forever    | - Izid: 7. november 2000 - Založba: Virgin - Formati: CD, kaseta | 2                   | 9          | 6       | 6       | 15      | 30         | 25             | 24      | 11      | 39                      | - Velika Britanija: platinasta - Avstralija: zlata - Kanada: 2× platinasta - Nemčija: zlata - Nova Zelandija: zlata - Švica: platinasta | - Velika Britanija: 300.000 - Združene države Amerike: 207.000                                              |

### Kompilacije
| Naslov           | Informacije o albumu                                                        | Dosežki             | Dosežki    | Dosežki | Dosežki | Dosežki | Dosežki    | Dosežki        | Dosežki | Dosežki | Dosežki                 | Certifikacije | Prodaja                                                        |
| Naslov           | Informacije o albumu                                                        | Združeno kraljestvo | Avstralija | Kanada  | Nemčija | Irska   | Nizozemska | Nova Zelandija | Švedska | Švica   | Združene države Amerike | Certifikacije | Prodaja                                                        |
| ---------------- | --------------------------------------------------------------------------- | ------------------- | ---------- | ------- | ------- | ------- | ---------- | -------------- | ------- | ------- | ----------------------- | --- | -------------------------------------------------------------- |
| Spice/Spiceworld | - Izid: 27. april 2004 - Založba: Virgin - Formati: CD                      | —                   | —          | —       | —       | —       | —          | —              | —       | —       | —                       | |                                                                |
| Greatest Hits    | - Izid: 9. november 2007 - Založba: Virgin - Formati: CD, CD/DVD, digitalno | 2                   | 1          | 11      | 50      | 9       | 73         | 15             | 50      | 52      | 93                      | - Velika Britanija: Platinum - Avstralija: platinasta - Kanada: zlata - Irska: platinasta - Nova Zelandija: zlata | - Velika Britanija: 415.966 - Združene države Amerike: 600.000 |

### Videoalbumi
| Leto | Podrobnosti                                                                                 | Certifikacije                                           | Opombe |
| ---- | ------------------------------------------------------------------------------------------- | ------------------------------------------------------- | --- |
| 1997 | One Hour of Girl Power - Izid: 14. april 1997 - Založba: Virgin - Formati: VHS              | Kanada: 8× platinasta Francija: 3× platinasta           | - Vključuje intervjuje in snemanje videospotov. - Vključuje tudi videospote za pesmi »Wannabe«, »Say You'll Be There«, »2 Become 1«, »Mama« in »Who Do You Think You Are«.                                                           |
| 1997 | Girl Power! Live in Istanbul - Izid: december 1997 - Založba: Virgin - Formati: VHS, DVD    | Združene države Amerike: platinasta Francija: diamantna | - Fotografije in posnetki s koncerta v areni Abdi İpekçi v Istanbulu, Turčija 13. oktobra 1997. - Vključuje snemanje fotografij in posnetkov, video dnevnik in intervju s skupino.                                                   |
| 1998 | Live at Wembley Stadium - Izid: 16. november 1998 - Založba: Virgin - Formati: VHS, DVD     | Združene države Amerike: platinasta                     | - Fotografije in posnetki s koncerta na stadionu Wembley, London. - Vključuje posebne intervjuje s skupino. |
| 1999 | Spice Girls in America: A Tour Story - Izid: 7. junij 1999 - Založba: Virgin - Formati: VHS |                                                         | - Dokumentarni film sledi skupini med njihovo prvo pomembnejšo turnejo po Združenih državah Amerike leta 1998. - Vključuje fotografije in posnetke s koncertov v Las Vegasu, New Yorku, Atlanti, Orlandu in drugih ameriških mestih. |
| 2000 | Forever More - Izid: 13. november 2000 - Založba: Virgin - Formati: VHS, DVD                |                                                         | - Vključuje videospote za pesmi »Goodbye«, »Holler« in »Let Love Lead the Way«. |

## Singli
| »Wannabe«                                                                       | 1996 | 1  | 1  | 1  | 1  | 1  | 1  | 1 | 1  | 1  | 1  | - Velika Britanija: platinasta - Avstralija: 2× platinasta - Francija: diamantna - Nemčija: zlata - Nizozemska: zlata - Švedska: zlata - Švica: zlata - Združene države Amerike: platinasta | Spice         |
| »Say You'll Be There«                                                           | 1996 | 1  | 12 | 2  | 16 | 2  | 6  | 2 | 4  | 4  | 3  | - Velika Britanija: platinasta - Avstralija: zlata - Francija: zlata - Združene države Amerike: zlata                                                                                       | Spice         |
| »2 Become 1«                                                                    | 1996 | 1  | 2  | 4  | 13 | 1  | 3  | 3 | 7  | 10 | 4  | - Velika Britanija: platinasta - Avstralija: platinasta - Francija: zlata - Združene države Amerike: zlata                                                                                  | Spice         |
| »Who Do You Think You Are« / »Mama«                                             | 1997 | 1  | 13 | 16 | 4  | 1  | 2  | 6 | 5  | 6  | —  | - Velika Britanija: platinasta - Francija: srebrna - Nemčija: zlata - Nizozemska: zlata - Švedska: zlata                                                                                    | Spice         |
| »Spice Up Your Life«                                                            | 1997 | 1  | 8  | 3  | 14 | 2  | 2  | 2 | 2  | 5  | 18 | - Velika Britanija: platinasta - Avstralija: platinasta - Francija: zlata - Nizozemska: zlata - Švedska: platinasta - Združene države Amerike: zlata                                        | Spiceworld    |
| »Too Much«                                                                      | 1997 | 1  | 9  | 20 | 21 | 4  | 15 | 9 | 18 | 18 | 9  | - Velika Britanija: platinasta - Avstralija: zlata - Francija: srebrna - Združene države Amerike: zlata                                                                                     | Spiceworld    |
| »Stop«                                                                          | 1998 | 2  | 5  | 12 | 35 | 3  | 6  | 9 | 8  | 20 | 16 | - Velika Britanija: srebrna - Avstralija: zlata - Francija: srebrna | Spiceworld    |
| »Viva Forever«                                                                  | 1998 | 1  | 2  | 18 | 4  | 2  | 7  | 1 | 6  | 3  | —  | - Velika Britanija: platinasta - Avstralija: platinasta - Francija: srebrna - Nemčija: zlata - Švedska: zlata - Švica: zlata                                                                | Spiceworld    |
| »Goodbye«                                                                       | 1998 | 1  | 3  | 21 | 17 | 1  | 4  | 1 | 2  | 8  | 11 | - Velika Britanija: platinasta - Avstralija: platinasta - Kanada: 2× platinasta - Nova Zelandija: platinasta - Švedska: zlata - Združene države Amerike: zlata                              | Forever       |
| »Holler« / »Let Love Lead the Way«                                              | 2000 | 1  | 2  | 44 | 17 | 3  | 15 | 2 | 8  | 15 | —  | - Velika Britanija: srebrna - Avstralija: platinasta - Nova Zelandija: zlata | Forever       |
| »Headlines (Friendship Never Ends)«                                             | 2007 | 11 | 74 | —  | 46 | 29 | —  | — | 3  | —  | 90 | | Greatest Hits |
| »—« označuje, da se singl ni uvrstil na lestvico ali ni izšel na tistem območju |      |    |    |    |    |    |    |   |    |    |    | |               |

### Sodelovanje z drugimi glasbeniki
| »(How Does It Feel to Be) On Top of the World?« (kot del projekta 'England United')                  | 1998 | 9  | —  | Dobrodelni singl |
| »It's Only Rock 'n Roll (But I Like It)« (kot del projekta 'Various Artists for Children's Promise') | 1999 | 19 | 92 | Dobrodelni singl |
| »—« označuje, da se singl ni uvrstil na lestvico ali ni izšel na tistem območju                      |      |    |    |                  |

### Promocijske pesmi
| Pesem                         | Leto | Opombe |
| ----------------------------- | ---- | --- |
| »Power of Five«               | 1997 | - Ponovno napisana verzija uspešnice Manfreda Manna, »5-4-3-2-1«. - Promocijska pesem ob otvoritvi kanala Channel 5 v Veliki Britaniji. |
| »Step to Me«                  | 1997 | - Posnet za reklamno kampanjo za Pepsi. - Singl so izdali zastonj.                                                                      |
| »Move Over (Generation Next)« | 1997 | - Posnet za reklamno kampanjo za Pepsi. - Singl so izdali zastonj.                                                                      |
| »If You Wanna Have Some Fun«  | 2001 | - Katalog: VSCDJF 1795 - V nekaterih evropskih državah so izdali tudi promocijski videospot.                                            |

## Videospoti
| Leto | Pesem                                             | Režiser(ji)                                   |
| ---- | ------------------------------------------------- | --------------------------------------------- |
| 1996 | »Wannabe«                                         | Jhoan Camitz                                  |
| 1996 | »Say You'll Be There«                             | Vaughan Arnell                                |
| 1996 | »2 Become 1«                                      | Big TV!                                       |
| 1997 | »Mama«                                            | Big TV!                                       |
| 1997 | »Who Do You Think You Are«                        | Greg Masuak                                   |
| 1997 | »Who Do You Think You Are« (verzija Comic Relief) | Greg Masuak                                   |
| 1997 | »Spice Up Your Life«                              | Marcus Nispel                                 |
| 1997 | »Too Much«                                        | Howard Greenhalgh                             |
| 1998 | "Stop"                                            | James Brown                                   |
| 1998 | »Viva Forever«                                    | Steve Box                                     |
| 1998 | »Goodbye«                                         | Howard Greenhalgh                             |
| 2000 | »Holler«                                          | Jake Nava                                     |
| 2000 | »Let Love Lead the Way«                           | Greg Masuak                                   |
| 2000 | »If You Wanna Have Some Fun«                      | Kompilacija odlomkov iz prejšnjih videospotov |
| 2007 | »Headlines (Friendship Never Ends)«               | Anthony Mandler                               |